# Филельфо, Франческо
Франческо Филе́льфо (итал. Francesco Filelfo; лат. Franciscus Philelphus; 25 июля 1398, Толентино — 31 июля 1481, Флоренция) — итальянский гуманист эпохи Возрождения.

## Биография
Филельфо изучал право и риторику в Падуанском университете. После университета он вёл странствующий образ жизни, некоторое время был на службе у Венецианской республики, затем при дворе герцога Миланского, в Римской курии. Больше всего времени Филельфо посвятил преподаванию в различных итальянских университетах. В 1420 году он сопровождал венецианского посланника в Константинополь. В Константинополе Филельфо занялся изучением греческого. В 1423 году он встретился с королем Греции, будущим императором Византийской империи Иоанном VIII Палеологом в Буде, а позже провел несколько месяцев при дворе Сигизмунда I Люксембурга. В феврале 1424 года он сопровождал Сигизмунда I в путешествии в Краков на свадьбу польского короля, где выступал с гуманистическими речами.
В 1427 году Филельфо вернулся в Венецию. В багаже он имел немало древних греческих манускриптов. Филельфо работал преподавателем Болонского университета. Впоследствии он получил от Лоренцо ди Медичи должность заведующего кафедрой для исследования «Божественной комедии» Данте. Поскольку интерпретация Филельфо «Божественной комедии» не понравилась Лоренцо ди Медичи, у того возникли определенные проблемы. В 1433 году он пережил неудачное покушение на себя, после чего покинул город, а Лоренцо запретил ему до конца жизни посещать Флоренцию.
Филельфо продолжил преподавательскую деятельность сначала в Сиенском, а затем снова в Болонском университетах. Благодаря посредничеству Франческо Сфорца был приглашен в Падуанский университет. В 1450 году организовал праздник «Сфорциады» по случаю въезда в Милан герцога. В 1453 году получил в Риме корону «поэта-лауреата». После избрания папой Альфонсо Борджиа, который избрал себе папское имя Каликст III, Филельфо стал его секретарем. Параллельно он преподавал в папском университете. Впоследствии Лоренцо ди Медичи решил снять запрет для Филельфо на посещение Флоренции и предложил ему возглавить кафедру греческого языка, поэтому Филелльфо снова оказался во Флоренции, где он вскоре и умер (1481 год).
Филельфо был автором стихов, эпиграмм, писем и речей на латинском и итальянском языках, его авторству принадлежит также биография Франческо Петрарки.
Одним из учеников Филельфо был немецкий гуманист, ректор Гейдельбергского университета Петер Антон фон Клапис (ум. 1512)

## Издание произведений
- "Orationes et opuscula". Johann Amerbach, Базель, бл. 1498
- Diana Robin: "Filelfo in Milan. Writings 1451-1477". Princeton University Press, Princeton (N. J.) 1991, ISBN 0-691-03185-1
- Diana Robin: "Francesco Filelfo: Odes." Harvard University Press, Cambridge (Massachusetts) 2009, ISBN 978-0-674-03563-8 (латинский текст и английский перевод)
- Jeroen De Keyser, Scott Blanchard: "Francesco Filelfo: On Exile." Harvard University Press, Cambridge (Massachusetts) 2013, ISBN 978-0-674-06636-6 (латинский текст и английский перевод "Commentationes Florentinae de exilio")